# Connaught Type A
Connaught Type A, tudi Connaught A Type, je Connaughtov dirkalnik, ki je bil uporabljen na dirkah Formule 1 in Formule 2 med sezonama 1951 in 1957, na prvenstvenih dirkah Formule 1 pa med sezonama 1952 in 1954. Skupno so dirkači z njim nastopili na dvestodevetnajstih dirkah v obeh kategorijah, od tega so stodevetintridesetkrat dirko končali ter dosegli petnajst zmag in še osemindvajset uvrstitev na stopničke.
Dirkalnik je debitiral na dirki Formule 2 v sezoni 1951 Rufford Stakes, ko je Mike Oliver odstopil. V sezoni 1952 sta na prvenstveni dirki Formule 1 za Veliko nagrado Velike Britanije uvrstitev med dobitnike točk dosegla Dennis Poore in Eric Thompson, ki sta bila četrti oziroma peti, kar so edine prvenstvene točke dirkalnika. Na neprvenstvenih dirkah pa so dirkači trikrat zmagali, Mike Hawthorn na dirki National Trophy, Ken Downing na dirki Madgwick Cup in Dennis Poore na dirki Newcastle Journal Trophy. V naslednjih sezonah dirkači na dirkah Formule 1 niso bili več uspešni, so pa dosegli več zmag na dirkah Formule 2. Dirkalnik je bil zadnjič uporabljen na dirki Lavant Cup v sezoni 1957, ko je bil Graham Hill peti.

## Popoln pregled rezultatov Svetovnega prvenstva Formule 1
(legenda)
| Leto | Motor                  | Dirkači               | Moštvo                     | 1   | 2   | 3   | 4   | 5   | 6   | 7   | 8   | 9   |
| ---- | ---------------------- | --------------------- | -------------------------- | --- | --- | --- | --- | --- | --- | --- | --- | --- |
| 1952 |                        |                       |                            | ŠVI | 500 | BEL | FRA | VB  | NEM | NIZ | ITA |     |
| 1952 | Lea-Francis Straight-4 | Eric Thompson         | Connaught Engineering      |     |     |     |     | 5   |     |     |     |     |
| 1952 | Lea-Francis Straight-4 | Kenneth McAlpine      | Connaught Engineering      |     |     |     |     | 16  |     |     |     |     |
| 1952 | Lea-Francis Straight-4 | Ken Downing           | Connaught Engineering      |     |     |     |     | 9   |     | Ret |     |     |
| 1952 | Lea-Francis Straight-4 | Stirling Moss         | Connaught Engineering      |     |     |     |     |     |     |     | Ret |     |
| 1952 | Lea-Francis Straight-4 | Dennis Poore          | Connaught Engineering      |     |     |     |     | 4   |     |     |     |     |
| 1952 | Lea-Francis Straight-4 | Dennis Poore          | Connaught Racing Syndicate |     |     |     |     |     |     |     | 12  |     |
| 1953 |                        |                       |                            | ARG | 500 | NIZ | BEL | FRA | VB  | NEM | ŠVI | ITA |
| 1953 | Lea-Francis Straight-4 | Kenneth McAlpine      | Connaught Engineering      |     |     | Ret |     |     | Ret | 13  |     | NC  |
| 1953 | Lea-Francis Straight-4 | Stirling Moss         | Connaught Engineering      |     |     | 9   |     |     |     |     |     |     |
| 1953 | Lea-Francis Straight-4 | Roy Salvadori         | Connaught Engineering      |     |     | Ret |     | Ret | Ret | Ret |     | Ret |
| 1953 | Lea-Francis Straight-4 | Jack Fairman          | Connaught Engineering      |     |     |     |     |     |     |     |     | NC  |
| 1953 | Lea-Francis Straight-4 | Johnny Claes          | Ecurie Belge               |     |     | Ret |     | 12  |     | Ret |     | Ret |
| 1953 | Lea-Francis Straight-4 | André Pilette         | Ecurie Belge               |     |     |     | NC  |     |     |     |     |     |
| 1953 | Lea-Francis Straight-4 | Ian Stewart           | Ecurie Ecosse              |     |     |     |     |     | Ret |     |     |     |
| 1953 | Lea-Francis Straight-4 | Tony Rolt             | Rob Walker Racing Team     |     |     |     |     |     | Ret |     |     |     |
| 1954 |                        |                       |                            | ARG | 500 | BEL | FRA | VB  | NEM | ŠVI | ITA | ŠPA |
| 1954 | Lea-Francis Straight-4 | Leslie Marr           | Leslie Marr                |     |     |     |     | 13  |     |     |     |     |
| 1954 | Lea-Francis Straight-4 | Bill Whitehouse       | Bill Whitehouse            |     |     |     |     | Ret |     |     |     |     |
| 1954 | Lea-Francis Straight-4 | Don Beauman           | Sir Jeremy Boles           |     |     |     |     | 11  |     |     |     |     |
| 1954 | Lea-Francis Straight-4 | Leslie Thorne         | Ecurie Ecosse              |     |     |     |     | 14  |     |     |     |     |
| 1954 | Lea-Francis Straight-4 | John Riseley-Prichard | Rob Walker Racing Team     |     |     |     |     | Ret |     |     |     |     |